# Indelningsverket

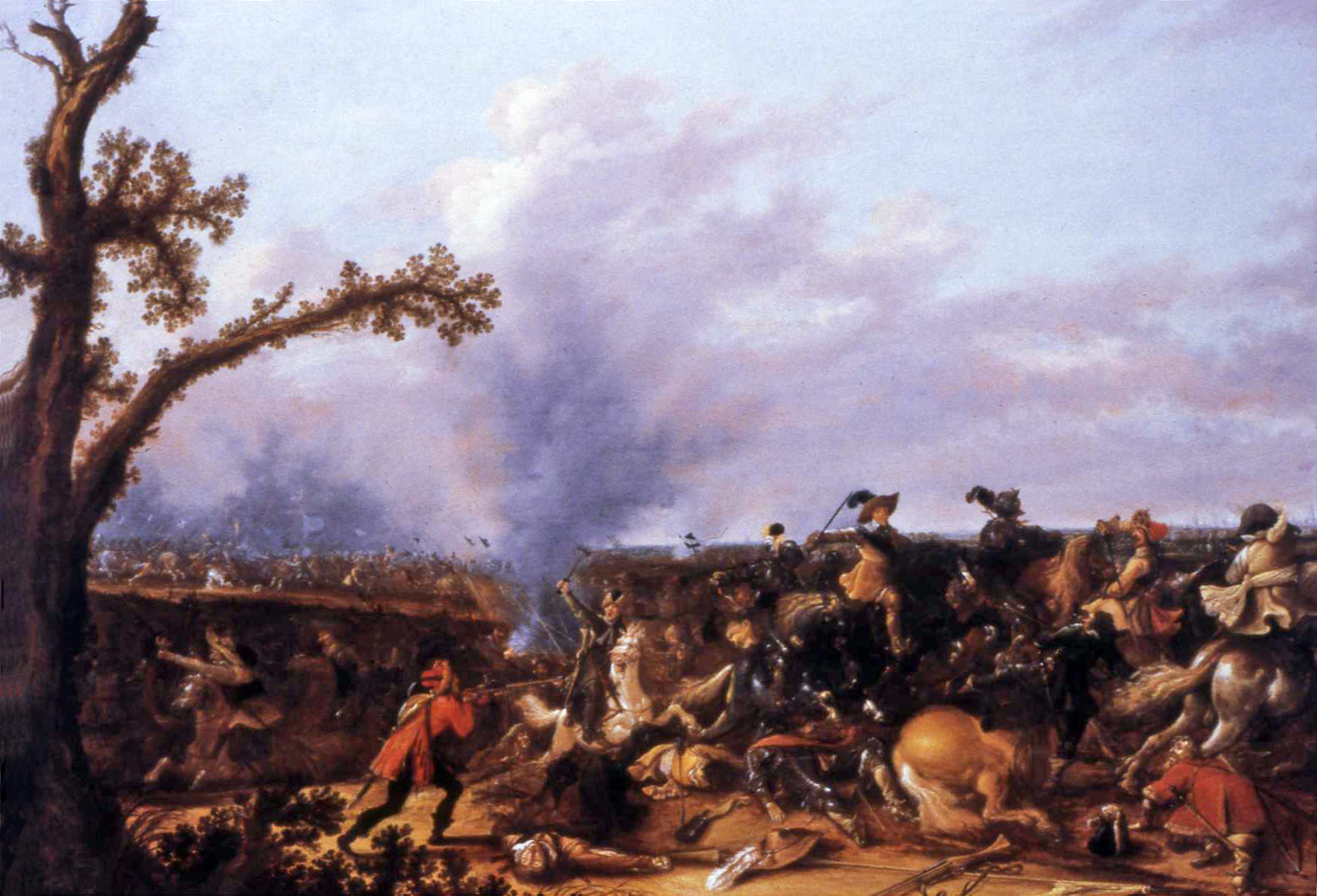
Jan Asselyn, Gustavo Adolfo alla battaglia di Lützen, 1632

L'Indelningsverket (in svedese: "sistema della ripartizione"; in finlandese: ruotujakolaitos) è stato un sistema di reclutamento utilizzato in Svezia nella prima età moderna. Questo sistema fu introdotto in Finlandia e nella Svezia metropolitana da Carlo IX e da Gustavo Adolfo e fu abbandonato solo nel 1901 con l'introduzione della leva obbligatoria. Il sistema della ripartizione permetteva non solo di ripartire le quote di leva fra le varie regioni, ma anche i carichi fiscali legati al mantenimento dei reggimenti così creati.
In Svezia sono stati utilizzati due diversi sistemi della ripartizione; il vecchio sistema della ripartizione (äldre indelningsverket) e il nuovo sistema della ripartizione (yngre indelningsverket). I soldati che facevano parte di questi sistemi erano conosciuti come indelta soldater.
L'Indelningsverket è «l'unica forma permanente di servizio militare obbligatorio che è possibile trovare nell'Europa della prima età moderna».